# Anu Singharach
Anu Singharach (thailändisch อนุ สิงหราช, * 28. März 1984) ist ein ehemaliger thailändischer Fußballspieler.

## Karriere
Anu Singharach stand bis Mitte 2013 beim Ayutthaya FC unter Vertrag. Wo er vorher gespielt hat, ist unbekannt. Der Verein aus Ayutthaya spielte in der zweiten thailändischen Liga, der Thai Premier League Division 1. Die Rückserie 2013 spielte er beim Ligakonkurrenten Krabi FC. 2014 wechselte er zum Erstligisten Air Force Central. Mit dem Verein aus der Hauptstadt Bangkok spielte er in der ersten Liga, der Thai Premier League. 2014 stand er 26-mal für die Air Force in der ersten Liga auf dem Spielfeld. Ende 2014 musste er mit dem Klub den Weg in die zweite Liga antregen. Mit der Air Force spielte er noch ein Jahr in der zweiten Liga. Ende 2015 beendete er seine Karriere als Fußballspieler.